# Глушь (Псковская область)
Глушь — деревня в Гдовском районе Псковской области России. Входит в состав Полновской волости Гдовского района.
Расположена в 9 км к югу от волостного центра Ямм на автодороге на Гдов — Ямм — Серёдка — Псков. Юго-западнее находится озеро Березно, северо-восточнее (за дорогой) — болото Палецкий Мох.
Численность населения деревни по состоянию на 2000 год составляла 7 человек.
| 2000 | 2001 | 2002 | 2010 |
| ---- | ---- | ---- | ---- |
| 7    | →7   | ↗14  | →14  |

## Известные жители
Актриса Жанна Прохоренко, актер и кинорежиссер Юрий Мороз 